# Psautier Harley
Le psautier Harley est un psautier enluminé réalisé dans la première moitié du XIe siècle en Angleterre. Sans doute exécuté à Canterbury, il a peut-être été commandé par l'archevêque Ælfric d'Abingdon ou par l'un de ses successeurs Æthelnoth et laissé inachevé. Le manuscrit est conservé à la British Library au sein de la collection Harley (Harley 603). 

## Historique
Plusieurs hypothèses existent quant à son origine et son commanditaire. Il pourrait avoir été réalisé pour un archevêque, représenté sur le folio 2. Selon certains, sa commande remonterait aux années 1004-1005 et serait due à l'archevêque de Canterbury Ælfric d'Abingdon qui en aurait fait cadeau à l'archevêque d'York Wulfstan. Selon d'autres, il s'agirait plutôt d'une commande plus tardive de l'archevêque Æthelnoth pour en faire un cadeau diplomatique destiné au pape. Il s'est en effet rendu à Rome en 1022 pour y recevoir son pallium. Le manuscrit a en effet été réalisé de manière très rapide, faisant travailler plusieurs artistes en même temps sur différents cahiers. Son inachèvement pourrait s'expliquer par le fait qu'il aurait été abandonné car non terminé à la date de son départ. La main de l'un des scribes a été identifié à celle d'Eadui Basan, un copiste actif dans le scriptorium du prieuré de Christ Church.
La trace du manuscrit se retrouve dans les collections de Robert Harley et de son fils Edward. Leur collection est vendue par la fille de ce dernier pour 10000 livres à la nation anglaise pour constituer le fonds originel du British Museum. Il est aujourd'hui conservé au sein de la British Library avec l'ensemble de la collection Harley. 

## Description
Le manuscrit a été écrit par trois copistes en minuscule caroline. Il s'achève au psaume 143. Il prend la forme du psautier romain et non du psautier gallican comme un grand nombre de psautiers anglo-saxons. Seules les psaumes 100 à 105 reprennent la forme gallicane. 
Les décorations sont l'œuvre de huit enlumineurs. Ils ont sans doute travaillé en s'inspirant de différents cahiers dé-reliés du Psautier d'Utrecht, un manuscrit carolingien fabriqué à Reims dans la première moitié du IXe siècle. Les artistes ont repris les formes des enluminures de ce manuscrit mais simplement au trait fin de plusieurs couleurs, selon la technique de l'enluminure anglo-saxonne de cette époque.

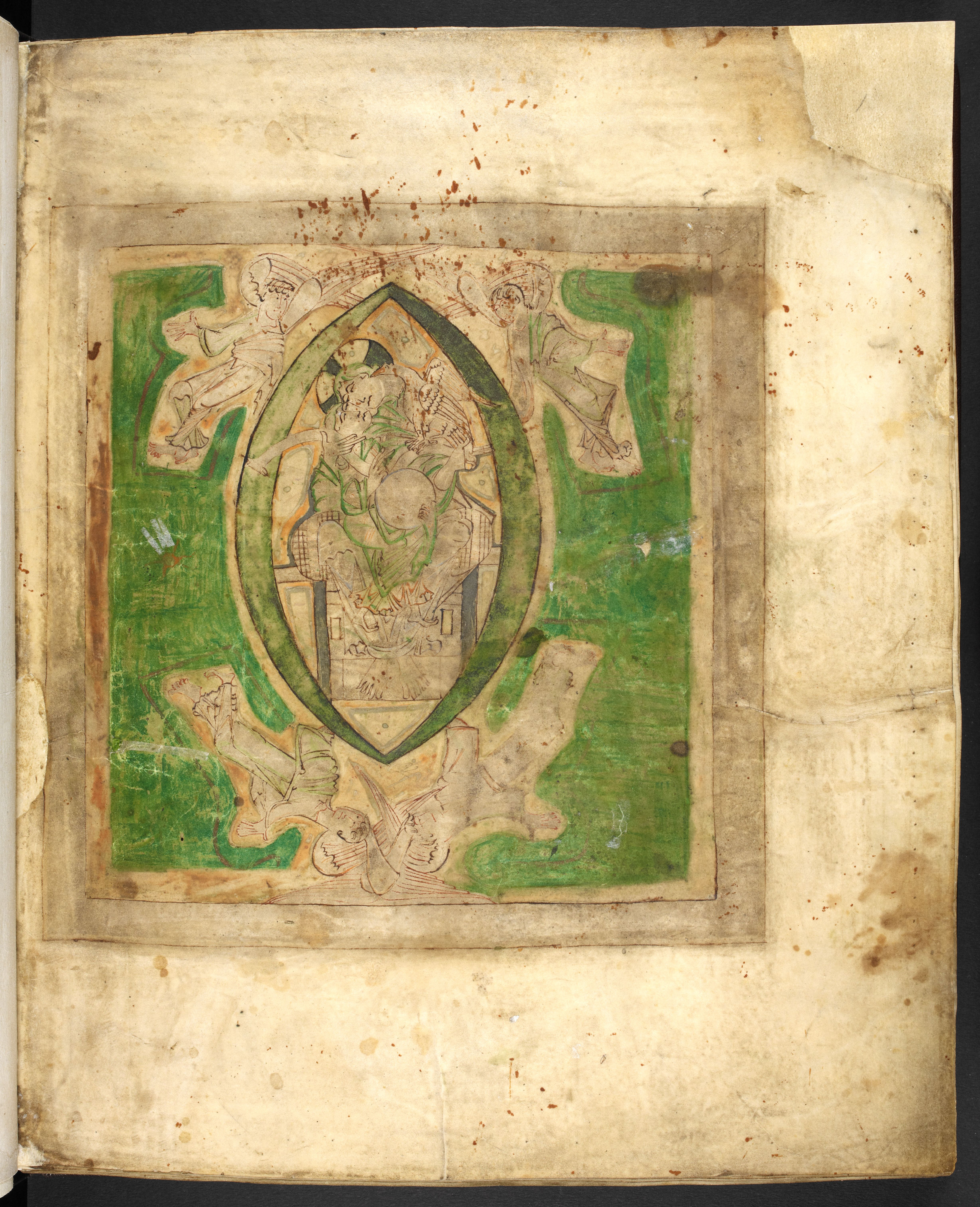
Miniature de la Trinité, f.1r
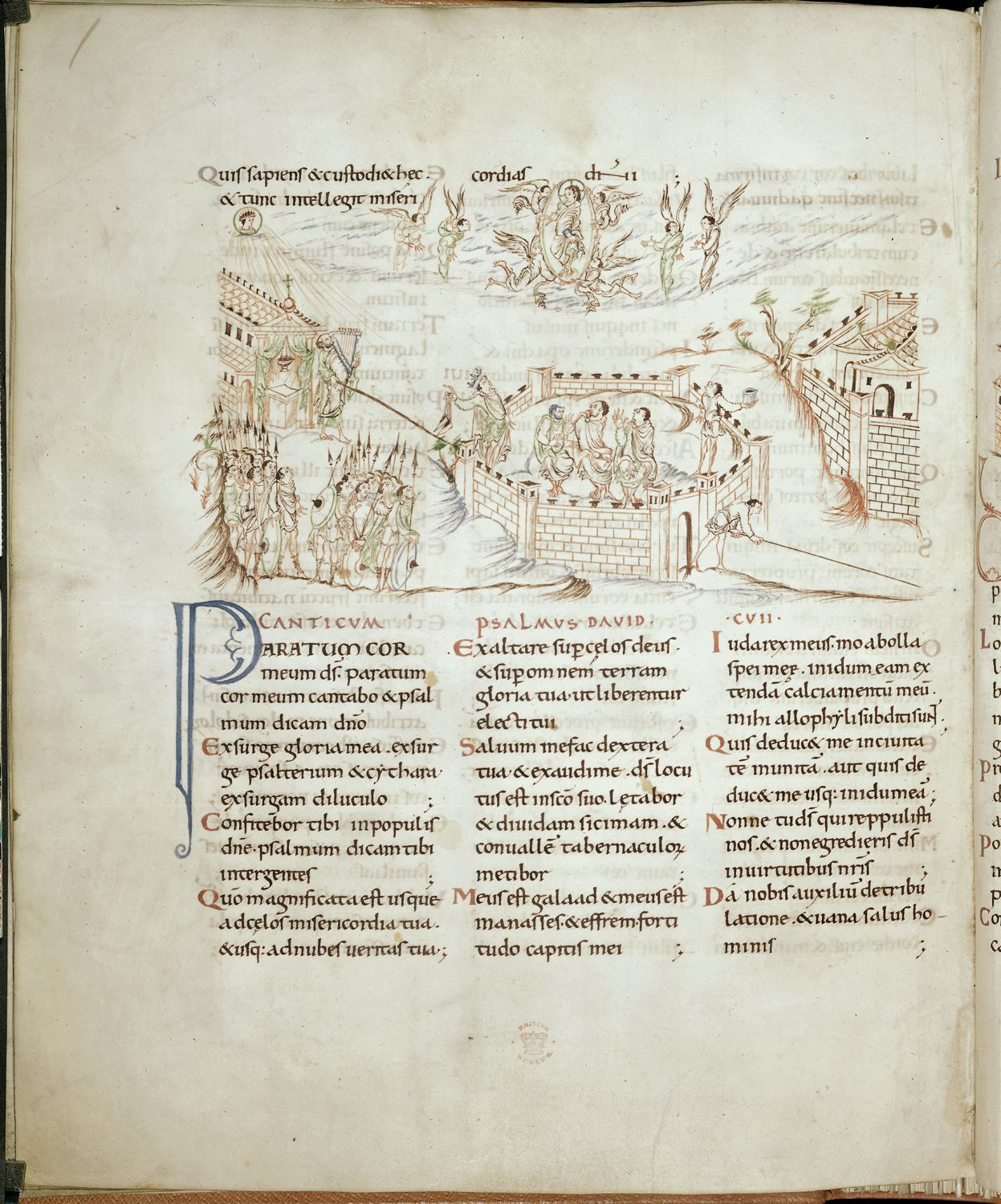
Miniature du psaume 108, f.55v

Le manuscrit contient deux miniatures en pleine page au début du livre (f.1r-1v), une grande lettrine historiée pour la première lettre du premier psaume puis 112 miniatures présentent presque à toutes les pages, illustrant et précédant les différents psaumes, ainsi que de petites lettrines ornées. Plusieurs miniatures sont ajoutées dans un second temps, à la fin du XIIe siècle (f.29-35). Ces miniatures parviennent à illustrer les différents versets des prières dans un seul dessin. C'est le premier psautier d'une série de trois manuscrits anglo-saxons qui ont recopié les illustrations du psautier d'Utrecht avec le Psautier d'Eadwine et le psautier anglo-catalan, influençant considérablement l'art anglo-saxon en général.